# Pallicephala westcotti
Pallicephala westcotti är en tvåvingeart som beskrevs av Webb och Irwin 1991. Pallicephala westcotti ingår i släktet Pallicephala och familjen stilettflugor.
Artens utbredningsområde är Oregon. Inga underarter finns listade i Catalogue of Life.